# Keith Green
Keith Green (Sheepshead Bay, Nueva York; 21 de octubre de 1953-Garden Valley, Texas; 28 de julio de 1982) fue un cantante y compositor estadounidense de música cristiana, originario de Sheepshead Bay, Brooklyn, Nueva York. Más allá de su música, Green es especialmente conocido por su devoción a la evangelización de la fe cristiana y el llamado que hacía a otros. A menudo considerado polémico por sus letras con frecuencia confrontantes, y sus mensajes hablados, Green escribió diversas canciones que fueron notables, algunas junto con su esposa, de las cuales se incluyen "Your Love Broke Through", "Put You This Love in My Heart", "Asleep in the Light" y "Make My Life A Prayer To You". 
Además, también es conocido por componer múltiples himnos cristianos modernos, como "O Lord, You're Beautiful" y "There is a Redeemer".

## Biografía

### Experiencia espiritual
Keith tenía una herencia judía y fue criado en la Ciencia Cristiana. Creció leyendo el Nuevo Testamento y llamó la mezcla de ser judío y aprender acerca de Jesús "una extraña combinación" que lo dejó abierto de mente, pero profundamente insatisfecho en el sentido espiritual. Más tarde, comenzó a tomar drogas y se interesó en el misticismo oriental y el "amor libre". Después de experimentar lo que Green describió como un "mal viaje", él abandonó el consumo de drogas y se interesó por la filosofía y la teología. Cuando Keith tenía 19 años conoció a una chica llamada Melody. Ellos se hicieron inseparables y se casaron un año después. La pareja tenía una búsqueda espiritual y musical continua. Green indicó más adelante, sin embargo, que en medio de su escepticismo, él había estado "perdido en una fantasía, hasta que el amor [de Dios] se abrió paso" . Él renunció a la Ciencia Cristiana y al misticismo totalmente y se convirtió en un seguidor de Jesús, un creyente de que Jesús es el Mesías. Una semana más tarde, Melody Keith, su esposa, con quien se casó en 1973 y también era judía, se convirtió también en creyente en Jesús. Fue durante este tiempo que los recién casados se empezaron a involucrar con el ministerio de la Comunidad Cristiana Vineyard en el sur de California.

### Ministerio
En 1975, los Green, como nuevos creyentes, comenzaron a llevar a personas que necesitaban ayuda a su pequeña casa en los suburbios de Los Ángeles, California, en el Valle de San Fernando. Tanto Keith como Melody eran compositores que formaban parte de la plantilla de CBS Records, en Hollywood, y utilizaban sus ingresos para apoyar a los que les pidieran ayuda. Desde un principio, su amigo cercano, Randy Stonehill, que estaba luchando en ese momento, se quedó por un tiempo con ellos. La casa más tarde sería conocida como "El Invernadero" un lugar donde varias personas crecieron. Los Green siguieron invitando a huéspedes en su casa. Con el tiempo se quedaron sin espacio, y compraron la casa junto a la suya propia y alquilaron una del mismo barrio, de forma adicional, por cinco años. Keith y Melody proporcionaron un ambiente donde compartían la fe cristiana enseñando a un grupo de adultos jóvenes, la mayoría de los cuales eran de edad universitaria. Para gran consternación de los vecinos, llegó a haber 75 personas que vivían en los hogares de los Green y penosamente por las calles suburbanas - incluyendo drogadictos en recuperación y prostitutas, miembros de bandas de moteros, personas sin hogar, y muchas niñas embarazadas solteras que necesitaban refugio y seguridad. Algunos fueron remitidos a los Green por otros ministerios y centros de ayuda, pero una gran mayoría sólo se cruzó con el hogar en su camino pasando por la carretera. En 1977, los Green convirtieron su ministerio oficialmente en una ONG sin fines de lucro, a la cual llamaron Last Days Ministries (Ministerios de los últimos días). 
Una buena parte del ministerio de Keith Green fue influenciado en gran medida por el ministro Leonard Ravenhill, quien introdujo a Keith a Charles Finney, un predicador evangelista del siglo XIX que predicaba la santidad de Dios para provocar la convicción de pecado en sus oyentes. Durante sus conciertos, Green solía exhortar a sus oyentes a arrepentirse y a comprometerse por completo a seguir a Jesucristo. Green más tarde suavizó su enfoque y esta transición es evidente en su álbum So You Wanna Go Back to Egypt de 1980. Describió los cambios que sufrió en su penúltimo artículo para la revista Last Days. 
En 1978 el ministerio Last Days Ministries comenzó a publicar un boletín, que originalmente era impreso en unas pocas páginas. El formato del boletín fue desarrollándose hasta llegar a convertirse en una "pequeña revista a color", y cambió su nombre a mediados de 1985 con el de Last Days Magazine. La revista incluía artículos de Keith y su esposa Melody, así como mensajes de autores contemporáneos cristianos como David Wilkerson, Leonard Ravenhill, y Pratney Winkie, todos los cuales vivían en la zona donde se elaboraba. La publicación también llegó a incluir más tarde obras reimpresas de autores cristianos clásicos como Charles Finney, John Wesley y William Booth y su esposa Catherine. La mayoría de los artículos fueron reimpresos como tratados. Después de la muerte de Keith en 1982, Melody fue nombrada para dirigir el ministerio. A mediados de la década de 1980, la revista fue enviada a más de 500,000 personas en todo el mundo.

### Accidente aéreo
Junto con otros once pasajeros, Keith Green falleció el 28 de julio de 1982, cuando el Cessna 414 (arrendado por Last Days Ministries), se estrelló después de despegar de la pista de aterrizaje privada ubicada en la propiedad de LDM. El pequeño bimotor del avión llevaba once pasajeros y el piloto, Don Burmeister, a un recorrido aéreo en la propiedad y el área circundante. Green y dos de sus hijos, Josiah (de tres años de edad), y Bethania (de dos años de edad), se encontraban a bordo del avión, junto con los misioneros que les visitaban, John y Dede Smalley y sus seis hijos.
La National Transportation Safety Board (NTSB) determinó que el accidente fue causado por el piloto al mando (PIC), que permitió que la aeronave se sobrecargara más allá de sus límites de utilización.

### Legado
Dos álbumes completos con canciones originales de Green, fueron producidos póstumamente, después de su muerte: The Prodigal Son (1983) y Jesus Commands Us to Go! (1984). Otro lanzamiento, I Only Want to See You There (1983) contenía principalmente material publicado anteriormente. Una recopilación de todo su trabajo grabado, The Ministry Years, se lanzó como una serie en dos volúmenes en 1987 y en 1988 e incluyó cinco canciones inéditas.
En 2008, Last Days Ministries y Sparrow Records se asociaron y produjeron The Live Experience - Special Edition, una combinación de CD/DVD con 16 grabaciones en vivo y 4 horas de video DVD incluyendo un vídeo de actuaciones en directo, así como detalles acerca de la vida de Green y su muerte. Un álbum de grandes éxitos también fue lanzado al mismo tiempo, incluyendo 17 de las canciones más populares de Green y una canción inédita:  "Your Love Came Over Me".
En 1992, varios artistas se unieron para volver a grabar muchos de los temas más conocidos de Keith Green,  para un álbum tributo que se tituló: No Compromise: Remembering the Music of Keith Green bajo el sello discográfico Sparrow Records. Diversos músicos cristianos participaron en la grabación: Rich Mullins, Steven Curtis Chapman, Charlie Peacock, Petra, Susan Ashton, Margaret Becker, Michael Card, GLAD, Green Steve, y Russ Taff.
En 2001,  BEC Records publicó un segundo disco homenaje: Start Right Here: Remembering the Life of Keith Green, producido por Derri Daugherty. El álbum incluyó grabaciones de artistas modernos como MxPx, Electric Joy, Starflyer 59, entre otros.
En el vigésimo aniversario de la muerte de Keith, Sparrow Records lanzó un nuevo álbum en homenaje al artista: Your Love Broke Through: The Worship Songs of Keith Green. El álbum del 2002, contiene regrabaciones de Rebecca St. James, Tumes Michelle, Chris Tomlin, Paris Twila, Darlene Zschech, Jason Upton, Martin Smith, Hall Charlie, Joanne Hogg, Matt Redman, Oakley Paul y Sarah Sadler. Además se incluyó una versión de There Is One, una canción que Green no terminó por completo, cuya versión fue interpretada por Michael W. Smith  quien la compuso junto con el compositor británico y artista de música cristiana Martin Smith.

## Discografía

### Grabaciones cristianas
- For Him Who Has Ears to Hear (1977)
- No Compromise (1978)
- So You Wanna Go Back to Egypt (1980)
- The Keith Green Collection (1981)
- Songs for the Shepherd (1982)

### Grabaciones póstumas
- I Only Want To See You There (1983)
- The Prodigal Son (1983)
- Jesus Commands Us to Go! (1984)
- The Ministry Years, Volume One (1977-1979) (1987)
- The Ministry Years, Volume Two (1980-1982) (1988)
- The Early Years (1996)
- Best of Keith Green: Asleep in the Light (1996)
- Because of You: Songs of Testimony (1998)
- Here Am I, Send Me: Songs of Evangelism (1998)
- Make My Life a Prayer to You: Songs of Devotion (1998)
- Oh Lord, You're Beautiful: Songs of Worship (1998)
- The Ultimate Collection (DVD/CD) (2002)
- Live Experience (CD Release) (2008)
- Live Experience Special Edition (CD/DVD Release) (2008)
- Greatest Hits (2008)
- Happy Birthday to You Jesus (2009)
- Mainstream recordings
- Keith Green Live (His Incredible Youth) (1995)
- The Early Word (2009)
- Tribute albums
- No Compromise: Remembering the Music of Keith Green (1993)
- Start Right Here: Remembering the Life of Keith Green (2001)
- Your Love Broke Through: The Worship Songs Of Keith Green (2002)